# CanJet
CanJet Airlines — бюджетная авиакомпания Канады со штаб-квартирой в Энфилде (Новая Шотландия) неподалёку от Международного аэропорта Галифакс имени Роберта Л. Стэнфилда, специализирующаяся на выполнении регулярных и чартерных рейсов в Канаде и Соединённых Штатах Америки. Является дочерним подразделением холдинга IMP Group International.
До начала сентября 2006 года CanJet Airlines выполняла регулярные рейсы в 15 аэропортов США и Канады в качестве авиакомпании-дискаунтера, однако 5 сентября того же года руководство CanJet объявило о закрытии всех регулярных маршрутов и переориентации компании исключительно на чартерные перевозки.
По состоянию на март 2007 года в штате авиакомпании работали 572 сотрудника.

## История

### 1999—2001 годы: начало
Авиакомпания CanJet была основана в 1999 году в качестве дочернего подразделения холдинга IMP Group и начала операционную деятельность 5 сентября следующего года. В мае 2001 года компания объединилась с региональным перевозчиком Canada 3000, за несколько месяцев до банкротства последнего.

### 2002—2006 годы: регулярные перевозки
Деятельность CanJet Airlines в качестве независимого авиаперевозчика была возобновлена 20 июня 2002 года. Маршрутная сеть регулярных рейсов первоначально состояла из трёх пунктов назначения и последовательно расширялась в течение следующих нескольких лет. Воздушный флот компании состоял из одного лайнера Boeing 737—300 и восьми самолётов Boeing 737—500 1990-х годов выпуска, семь из которых ранее эксплуатировались магистральной авиакомпанией США United Airlines, один — флагманом Германии компанией Lufthansa. Руководство CanJet Airlines планировало расширить парк самолётов Boeing 737—500 до двадцати единиц к 2006 году, однако в силу ряда причин данные планы реализованы не были.
В апреле 2004 года CanJet объявила об открытии собственного транзитного узла (хаба) в Международном аэропорту Гамильтон имени Джона Мунро в целях заполнения вакуума, образовавшегося после того, как компания-дискаунтер WestJet перенесла центр тяжести своих интересов из Гамильтона в Международный аэропорт Торонто Пирсон.
В мае 2005 года авиакомпания продолжила своё расширение в западном направлении, открыв регулярные рейсы между Калгари и Торонто и планируя занять рынок региональных перевозок в маршрутной сети аэропортов этих двух городов. После банкротства перевозчика Jetsgo руководство CanJet Airlines заявило о намерении заполнить некоторые освободившиеся рынки авиаперевозок, однако, дабы не пойти по пути другого банкрота Canada 3000, данный процесс планировалось реализовывать постепенно. В июне 2005 года, через две недели спустя после открытия региональной авиакомпанией Air Canada Jazz регулярных рейсов из Гамильтона в Монреаль и Оттаву, CanJet Airlines анонсировала новые маршруты из Торонто в Международный аэропорт Форт-Лодердейл/Голливуд.
В мае 2006 года CanJet Airlines подписала партнёрское соглашение с другой канадской авиакомпанией Harmony Airways, в рамках которого оба перевозчика существенно расширяли свои маршрутные сети по всей стране, фактически интегрируя два полётных расписания в единой целое. CanJet при этом передавала рейсы к западу от Торонто в ведение Harmony Airways и переориентировалась на полёты в населённые пункты Атлантической Канады. Данное соглашение являлось код-шеринговым договором, то есть позволяло пассажирам одной авиакомпании пользоваться услугами другого перевозчика по единым действующим тарифам и льготам.

### С 2006 года: чартерные перевозки
5 сентября 2006 года руководство авиакомпании CanJet Airlines объявило о завершении с 10 сентября всех регулярных рейсов и полном перепрофилировании деятельности компании на чартерные перевозки. В качестве основной причины такого шага топ-менеджеры привели высокую конкуренцию среди канадских авиакомпаний и, как следствие, постоянное снижение операционной прибыли перевозчиков, работающих на местных и региональных линиях. По словам президента холдинга IMP Group, генерального директора CanJet Airlines Кена Роува «… поскольку на рынке регулярных авиаперевозок бизнес-риски компаний постоянно растут, холдинг IMP решил приостановить все регулярные всесезонные рейсы и сосредоточить своё внимание на работе в области чартерных перевозок». Руководство компании подчеркнуло, что пассажиры, которые приобрели билеты на даты позднее 10 сентября 2006 года будут либо перевезены другими авиакомпаниями, либо получат полную компенсацию стоимости авиабилетов.
27 сентября 2006 года CanJet объявила набор более ста пилотов и бортпроводников — около 20 % от общего числа уволенного лётного состава 10 сентября этого же года. Расширение штата стало возможным после заключение крупного контракта с туристическим оператором Sunquest и введении большого числа чартерных рейсов на туристических направлениях.

### 2009 год: партнёрство с Transat
13 февраля 2009 года CanJet Arilines анонсировала свою пятилетнюю программу партнёрских отношений с крупным канадским холдингом Transat A.T., в состав которого входит магистральная авиакомпания Air Transat. Данное коммерческое соглашение заменило закончившийся договор с другой бюджетной авиакомпанией WestJet. С 1 мая 2009 года туристические туры Transat между городами страны выполняются на самолётах B737 CanJet.
С мая 2010 года в рамках туристической программы Canadian Affair запланированы чартерные рейсы из Галифакса и Фредериктона в лондонский аэропорт Гатвик. Полёты будут совершаться раз в неделю из Фредериктона и дважды в неделю из Галифакса на самолётах Boeing-737. CanJet Airlines при этом заменяет авиакомпании Thomas Cook Airlines и Air Transat, работавшие на данных маршрутах в 2009 году.

## Флот
По состоянию на 13 декабря 2009 года воздушный флот авиакомпании CanJet Airlines составляли следующие самолёты:
| Тип самолёта   | Всего                                                   | Пассажиров |
| -------------- | ------------------------------------------------------- | ---------- |
| Boeing 737-800 | 11 (6 из 11 самолётов сдаются в аренду на зимний сезон) | 189        |

На 13 декабря 2009 года средний возраст самолётов CanJet составил 8,7 лет.

### Выведенные из эксплуатации
- Boeing 737-200
- Boeing 737-300
- Boeing 737-500

## Бортпитание
Во время полёта CanJet Airlines предлагает пассажирам бесплатное питание и безалкогольные напитки. Закуски и алкоголь предоставляются за дополнительную плату. Сервис системы развлечений на борту предлагается за 3 канадских доллара с человека на весь рейс.

## Авиапроисшествия и несчастные случаи
19 апреля 2009 года, рейс 918 Международный аэропорт имени Сангстера (Монтего-Бэй, Ямайка) — Международный аэропорт Галифакс Стэнфилд. Самолёт Boeing 737-800, готовившийся к вылету из Монтего-Бэй был захвачен вооружённым территористом, проскользнувшим через систему проверки безопасности Международного аэропорта имени Сангстера. После захвата все пассажиры были отпущены, в заложниках оставались шесть членов экипажа. Спустя несколько часов после переговоров с участием премьер-министра страны Брюса Голдинга террорист сдался властям.